# Dār al-ʿulūm (Kairo)

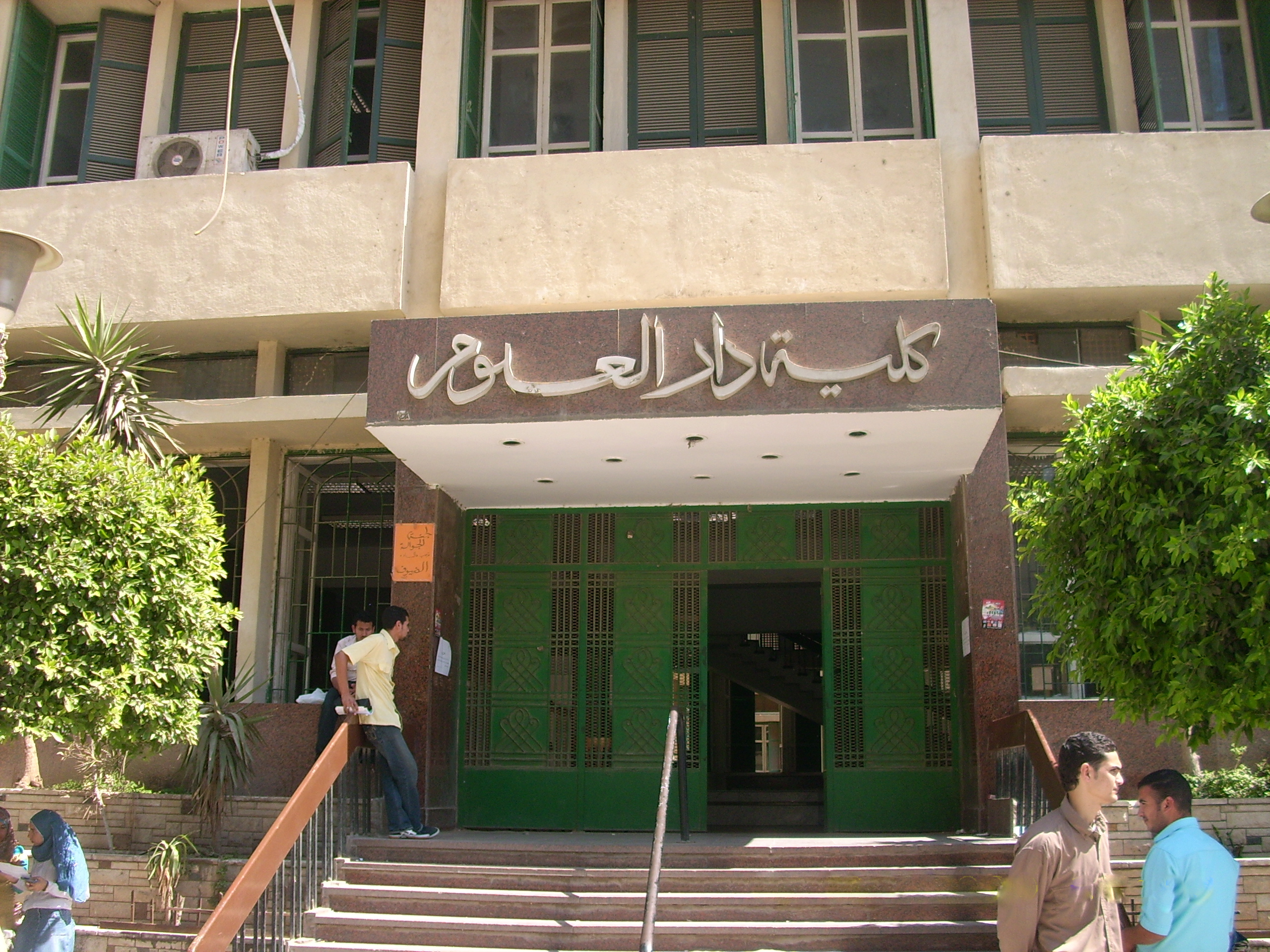
Dar al-Ulum, 2009

Dar al-Ulum (arabisch كلية دار العلوم, DMG kullīyat dār al-ʿulūm ‚Haus der Wissenschaften‘) ist eine Hochschule in der ägyptischen Hauptstadt Kairo. Sie wurde zu Beginn der 1870er Jahre von Minister Ali Pascha Mubarak als pädagogische Hochschule nach dem Vorbild der französischen École normale supérieure gegründet.

## Geschichte

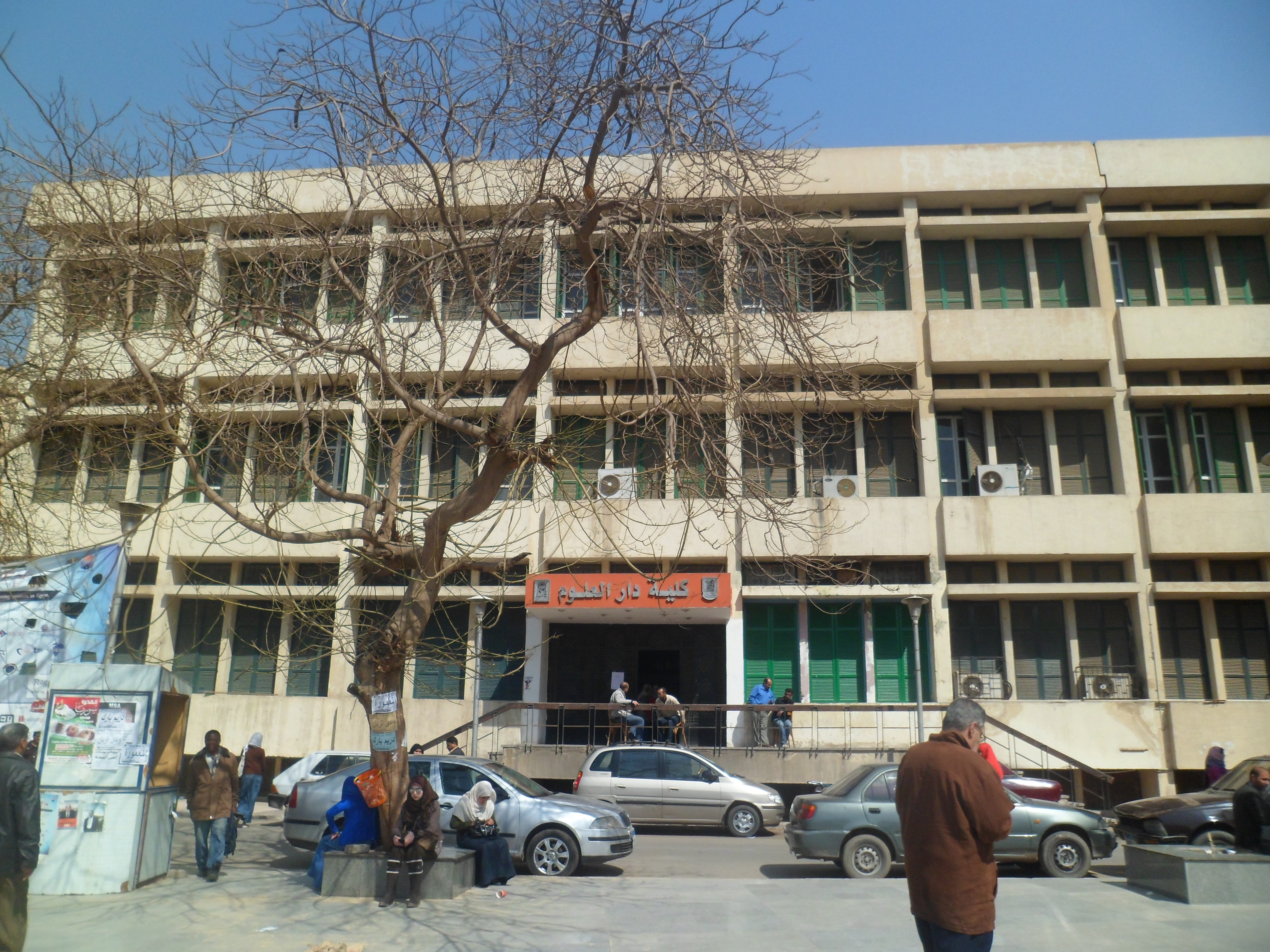
Ein Gebäude der Fakultät, 2011

Ursprünglicher Zweck der Hochschule war der Unterricht von auszubildenden Lehrkräften in westlichem Wissen. Im Gegensatz zur al-Azhar-Universität, an der arabische Grammatik, Logik und Recht weiterhin nach den überkommenen Regeln unterrichtet wurden, erteilten die Lehrkräfte der Dar al-Ulum Kurse in koranischen Studien, islamischem Recht, arabischer Literatur, Geschichte, Botanik, Physik und Astronomie nach westlichen Prinzipien. Der Erfolg der neuen Institution war zunächst bescheiden, denn im ersten Jahrzehnt ihres Bestehens wurden weniger als 30 Studenten diplomiert. 1946 wurde die Lehrerbildungsanstalt in die staatliche Universität Kairo eingegliedert und bildet seither eine eigene Fakultät.
Der blinde Schriftsteller Taha Husain, der an der al-Azhar-Universität studierte, erinnert sich in seiner Autobiographie an ein Streitgespräch mit seinem Vetter, der Student an der Dar al-Ulum war. Dieser warf nach einer Vorlesung bei Professor Ahmed Kamal über die Geschichte der Pharaonen Taha Husain vor, noch nie etwas von Ramses oder Echnaton gehört zu haben.
Zu den bekannten Persönlichkeiten, die an Dar al-Ulum unterrichtet bzw. studiert haben, gehören Muhammad Abduh (1849–1905), der hier 1878 Geschichtsprofessor wurde; Hasan al-Bannā (1906–1949), der Begründer der Muslimbrüder, absolvierte hier ein Studium, ebenso wie Sayyid Qutb (1906–1966), führender Ideologe der Muslimbrüder, und der Gelehrte Abū Zahra (1898–1974). Der hui-chinesische Gelehrte Ma Jian (1906–1978) machte nach seinem Abschluss an der Al-Azhar hier 1939 seinen Abschluss.
Zainab Radwan (geb. 1943), Professorin für islamisches Recht, ist amtierende Dekanin der Fakultät. Als sie sich um die Jahrtausendwende des zunehmenden Einflusses militanter Islamisten an Dar al-Ulum bewusst wurde, ließ sie auffällige Anführer verhaften. Ebenso vehement bekämpft sie Sitten und Traditionen, die ihrer Meinung nach weder auf der Scharia noch auf der Sunna basieren, stößt dabei jedoch auch auf Kritik.